# اندیس مارن کهله (اندیس سوم)
مارن کهله (اندیس سوم) یک اندیس مصالح ساختمانی است که در حوالی شهر آغاجاری استان خوزستان قرار دارد و مادهٔ معدنی موجود در آن، مارن است؛ و دیرینگی آن به دوران نئوژن می‌رسد. در این اندیس، پاراژنز‌های گچ یافت می‌شوند.